# Cobquecura
Cobquecura est une commune du Chili faisant partie de la région de Ñuble, et appartienne à la Province d'Itata. En 2012, la population de la commune s'élevait à 5 050 habitants. La commune, qui se trouve le long de l'Océan Pacifique à un de l 570 km2 (densité de 9 hab./km2),.

## Situation
Le territoire de la commune de Cobquecura se trouve dans une zone de collines (plus hauts sommets culminent à environ 500 mètres) de la Cordillère de la Côte avec une frange côtière de près de 50 kilomètres constituées de plages le long de l'Océan Pacifique. La commune est située à 387 kilomètres à vol d'oiseau au sud-sud-ouest de la capitale Santiago et à 81 kilomètres au nord-ouest de Chillán capitale de la Province de Ñuble.

Position de Cobquecura (en rouge) au sein de la Région du Biobío.